# 千葉県立茂原樟陽高等学校

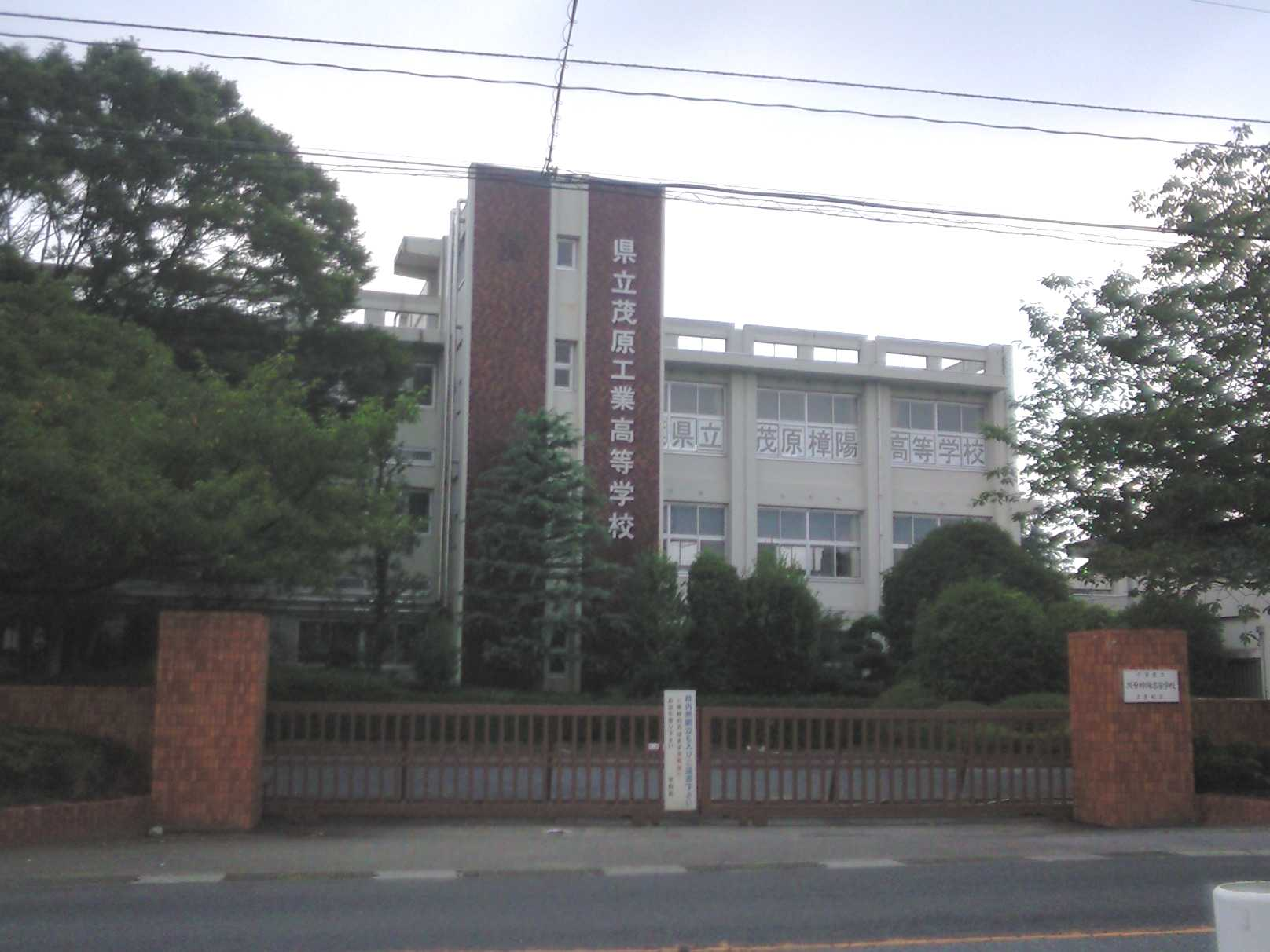
千葉県立茂原樟陽高等学校工業校舎（現在は解体）

千葉県立茂原樟陽高等学校（ちばけんりつ もばらしょうようこうとうがっこう）は、千葉県茂原市にある県立専門高等学校。

## 沿革
- 2006年（平成18年）4月1日 - 千葉県立茂原工業高等学校と千葉県立茂原農業高等学校が統合して、千葉県立茂原樟陽高等学校が開校。

## 設置学科

### 農業系学科
- 生産技術科
- 生産流通科
- 緑地計画科

※2018年度入学生より、生産技術科が農業科、生産流通科が食品科学科、緑地計画科が土木造園科へと学科名が変更された。

### 工業系学科
- 電子機械科
- 電気科
- 環境化学科

## 卒業生
- 鈴木洋子 - 柔道選手